# Leopoldine van Baden

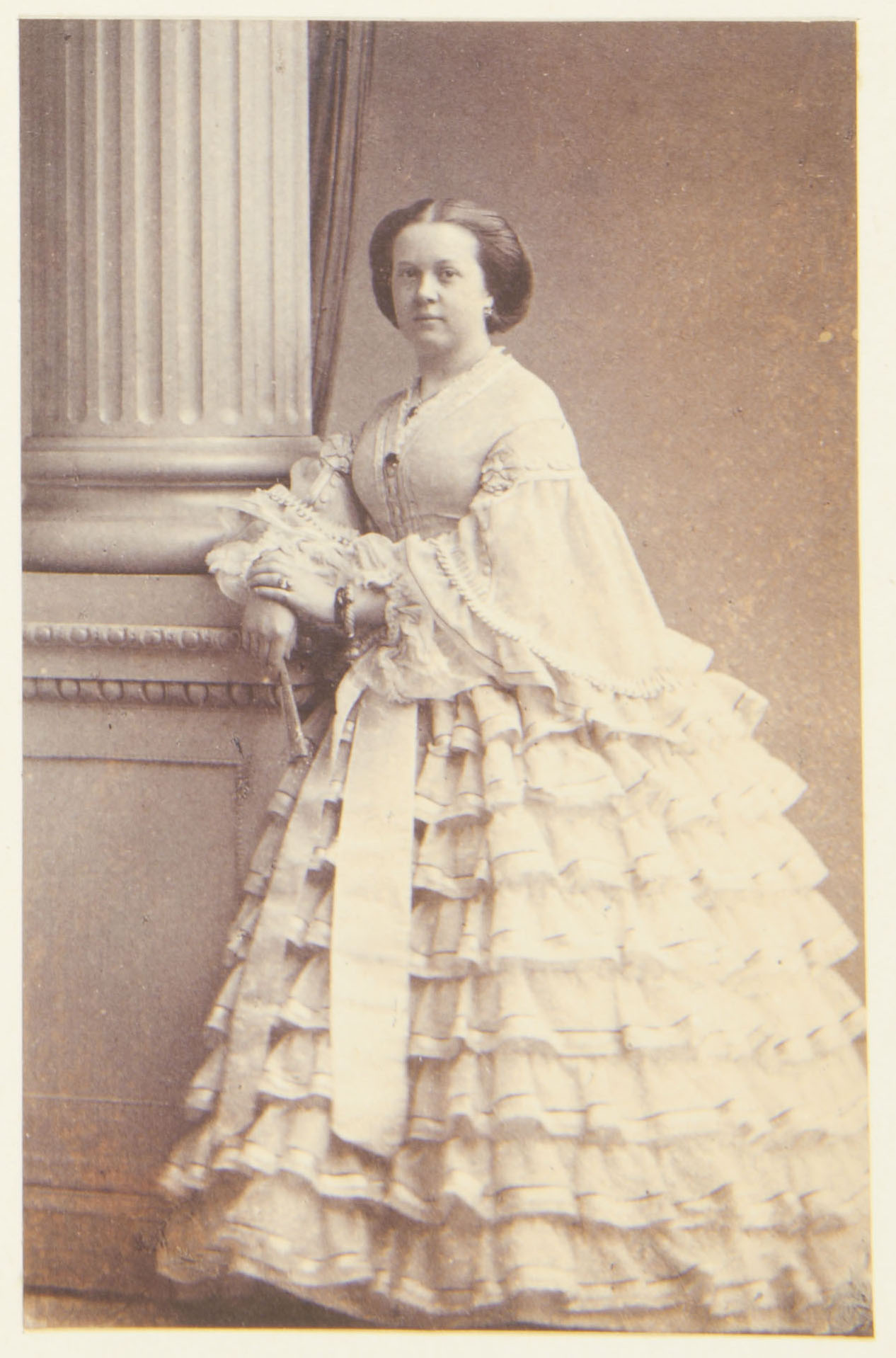
Leopoldine van Baden

Leopoldine Wilhelmine Pauline Amalie Maximiliane van Baden (Karlsruhe, Duitsland, 22 februari 1837 – Straatsburg, Frankrijk, 23 december 1903), prinses en markgravin van Baden, was de echtgenote van Hermann zu Hohenlohe-Langenburg.

## Afstamming
Ze was een dochter van markgraaf Willem van Baden (1792-1859) en hertogin Elisabeth Alexandrine van Württemberg. Haar vader was de zoon van markgraaf Karel Frederik van Baden uit diens morganatisch huwelijk met Luise Karoline Geyer von Geyersberg. Haar moeder was de dochter van prinses Henriëtte van Nassau-Weilburg en Lodewijk van Württemberg, een zoon van hertog Frederik Eugenius van Württemberg.

## Huwelijk en gezin
Leopoldine trouwde op 24 september 1862 te Karlsruhe met Hermann zu Hohenlohe-Langenburg (1832-1913). Ze kregen drie kinderen:
- Ernst Wilhelm Friedrich Carl Maximilian (1863-1950), gehuwd met Alexandra, dochter van Alfred, hertog van Saksen-Coburg en Gotha, en van 1900 tot 1905 regent van dat land
- Elise (1864-1929); gehuwd met Hendrik XXVII, vorst van Reuss jongere linie
- Feodora (1866-1932), gehuwd met Emich zu Leiningen